# Trichocyclus oborindi
Trichocyclus oborindi is een spinnensoort uit de familie trilspinnen (Pholcidae). De soort komt voor in Queensland.